# Polygala densifolia
Polygala densifolia är en jungfrulinsväxtart som beskrevs av A. St.-hil.. Polygala densifolia ingår i släktet jungfrulinssläktet, och familjen jungfrulinsväxter.

## Underarter
Arten delas in i följande underarter:
- P. d. exasperata
- P. d. minor
- P. d. rostrata